# Muna al-Hussein

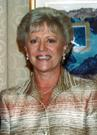
Prinzessin Muna

Muna al-Hussein (arabisch منى الحسين, DMG Munā al-Ḥusain; bürgerlich Antoinette „Toni“ Avril Gardiner, * 25. April 1941 in Chelmondiston, Suffolk, England) ist die Mutter von König Abdullah II. von Jordanien. Bis zu ihrer Scheidung am 21. Dezember 1972 war sie die zweite Frau von Hussein I. von Jordanien.

## Leben
Die Tochter des britischen Offiziers Walker Percy Gardiner und seiner Frau Doris (geb. Sutton) wurde in England geboren und wuchs dort und im heutigen Malaysia auf. Sie besuchte die Bourbe School in Kuala Lumpur und war eine ausgezeichnete Hockey-Spielerin. Zwei weitere Aktivitäten, für die sie sich begeisterte, waren Schottischer Tanz und Go-Kart-Fahren. Ihr Vater war Lieutenant-Colonel und damit der dritthöchste Offizier der in Jordanien stationierten Truppen unter dem Kommando von John Bagot Glubb.
Hussein begegnete ihr erstmals bei einer Fancy-dress party im Palast der Königsfamilie in Shuneh im Jordantal. Er zeigte sich dort in der Verkleidung eines Piraten. Der Historiker Avi Shlaim schreibt, Hussein habe in ihr zum ersten Mal in seinem Leben eine Person gefunden, die sich für ihn als Menschen interessierte, statt in ihm nur den König zu sehen. Hussein habe auch den unkomplizierten Umgang geschätzt, der ihm durch ihre Eltern zuteilwurde. So setzte er sich über die Vorbehalte seiner politischen Berater hinweg und gab die Verlobung bekannt.
Am 25. Mai 1961 heiratete sie König Hussein in Amman. Sie trat zum Islam über und nahm den Namen Muna al-Hussein an. Nach der Geburt ihres ersten Sohnes erhielt sie den Titel Königliche Hoheit Prinzessin Muna al-Hussein. Damit hatte sie formal nicht den Titel einer Königin inne. Politisch hielt sie sich weitgehend im Hintergrund. Sie hatte mit dem König vier Kinder:
- Abdullah (* 1962)
- Faisal (* 1963)
- Aisha (* 1968)
- Zein (* 1968)

So wie ein großer Teil der königlichen Familie ist auch die Prinzessin Muna al-Hussein Funkamateurin mit dem Amateurfunkrufzeichen JY2. Ihre Lizenzierung wird als politische Kundgebung zur Stärkung der Frau in der arabischen Gesellschaft gesehen.
Sie wurde am 21. Dezember 1972 geschieden. Ihre Titel durfte sie behalten und sie blieb in Jordanien.